# Cordia kingstoniana
Cordia kingstoniana är en strävbladig växtart som beskrevs av J.S.Mill.. Cordia kingstoniana ingår i släktet Cordia, och familjen strävbladiga växter. Inga underarter finns listade i Catalogue of Life.